# Cœur de chien (film, 1988)
Pour les articles homonymes, voir Cœur de chien (homonymie).
Pour plus de détails, voir Fiche technique et Distribution.
Cœur de chien (en russe : Собачье сердце, Sobatche serdtse) est un téléfilm soviétique diffusé en deux parties réalisée par Vladimir Bortko et sortie en 1988. Le film est une adaptation de la nouvelle éponyme de Mikhaïl Boulgakov, publié en 1925,. Cette adaptation poignante, fidèle au texte original, sortie à l'ère de la pérestroïka reflète bien la désillusion du communisme.

## Synopsis
L'histoire se déroule à Moscou dans les années 1920. Un célèbre professeur de médecine trouve dans la rue un chien errant. Il l'emmène chez lui et lui implante l'hypophyse prélevé sur un homme mort. Rapidement la brave bête se transforme en individu grossier et imprévisible. Il se fait des amis parmi les militants de la classe ouvrière, qui font irruption chez le professeur de jour comme de nuit et lui rendent la vie impossible.

## Fiche technique
- Titre du film : Cœur de chien
- Titre original : Собачье сердце
- Réalisation : Vladimir Bortko
- Scénario : Natalia Bortko d'après la nouvelle éponyme de Mikhaïl Boulgakov
- Photographie : Iouri Chaïgardanov (ru)
- Musique : Vladimir Dachkevitch
- Montage : Leda Semenova
- Direction artistique : Vladimir Svetazarov (ru)
- Costumes : Lydia Krioukova
- Maquillage : Vadim Khalaïmov
- Son : Garry Belenki (ru)
- Paroles des chansons : Youli Kim
- Rédaction : Mikhaïl Kouraïev (ru)
- Producteur exécutif : Gueorgui Maoutkine
- Production : Lenfilm
- Budget : 5 000 000 $[1]
- Durée : 136 minutes
- Pays d'origine : URSS
- Genre : Comédie dramatique, science-fiction
- Date de sortie : 20 novembre 1988

## Distribution
- Evgueni Evstigneïev : Pr Philippe Préobrajenski
- Boris Plotnikov : Dr Bormenthal, assistant de Préobrajenski
- Vladimir Tolokonnikov : Bobikov/Polygraphe
- Olga Melikhova (ru) : Zina, gouvernante
- Nina Rouslanova : Daria Petrovna, cuisinière
- Aleksei Mironov (ru) : Fiodor, portier
- Roman Kartsev : Schwonder, président du comité logement
- Angelika Nevolina (ru) : Vasnetsova, secrétaire
- Natalia Fomenko : Viazemskaïa, copiste
- Evgueni Kouznetsov : Pestroukhine, secrétaire du comité logement
- Ivan Ganja : Jarovkine, membre du comité logement
- Valentina Kovel (ru) : patiente de Préobrajenski
- Sergueï Filippov : patient de Préobrajenski
- Roman Tkatchouk : Pr Nikolaï Persikov
- Alexeï Savostianov (ru) : Vassili Boundarev, dermatologue
- Anatoli Slivnikov (ru) : Ivan, pompier amoureux de Daria Petrovna
- Iouri Kouznetsov : cantonnier
- Iouri Oskine (ru) : employé de la fourrière
- Boris Sokolov (ru) : présentateur au cirque
- Vladimir Glazkov (ru) : photographe